# Inskip Point
Inskip Point är en udde i Australien. Den ligger i delstaten Queensland, omkring 180 kilometer norr om delstatshuvudstaden Brisbane.
Trakten är glest befolkad. Närmaste större samhälle är Rainbow Beach, omkring 10 kilometer söder om Inskip Point. 
Genomsnittlig årsnederbörd är 1 638 millimeter. Den regnigaste månaden är mars, med i genomsnitt 295 mm nederbörd, och den torraste är september, med 28 mm nederbörd.